# Oven (apparaat)

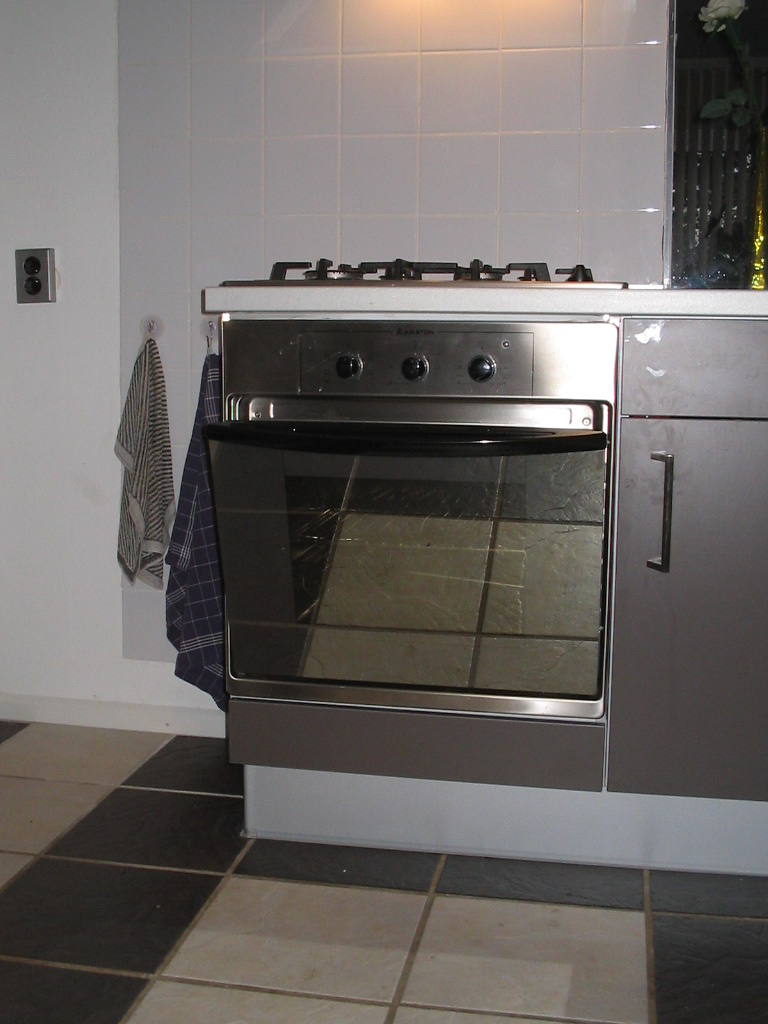
Een oven in een keuken

Een oven is een apparaat waarmee voedsel of (grond)stoffen tot een hoge temperatuur kunnen worden verhit, met als doel een chemisch proces op gang te brengen.

## Huishoudelijke ovens
De oven als huishoudelijk apparaat is gemaakt om in te bakken en staat meestal in de keuken. In een oven kunnen ovenschotels worden bereid en kunnen vlees, vis, groente en aardappelen zonder veel vet klaar worden gemaakt. Vaak kan in een oven worden gegrild. Het verschil tussen bakken en grillen is dat bij bakken de lucht binnen de oven circuleert en bij grillen lucht van buiten rechtstreeks in de oven kan komen.
Ovens kunnen op de volgende wijzen worden verhit:
- elektrisch, door middel van het joule-effect
- met gas (aardgas, vroeger stadsgas, soms op butagas)
- met hout
- met houtskool
- met de zon

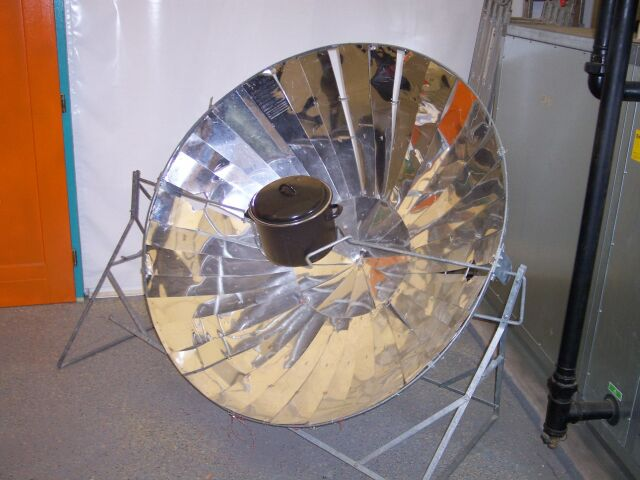
Zonneoven, in het midden is een pan te zien.

De temperatuur van een (elektrische) oven voor huishoudelijk gebruik kan worden ingesteld tot ongeveer 275 graden °C.
Speciale oventypes:
- Heteluchtoven
- Magnetronoven
- Stoomoven
- Pizzaoven
- Bakkersoven
- Zonneoven
- Steenoven
- Zandoven

Een oven wordt vaak gecombineerd met een kookplaat, de combinatie is een elektrisch fornuis of een gasfornuis.

### Ovenstanden

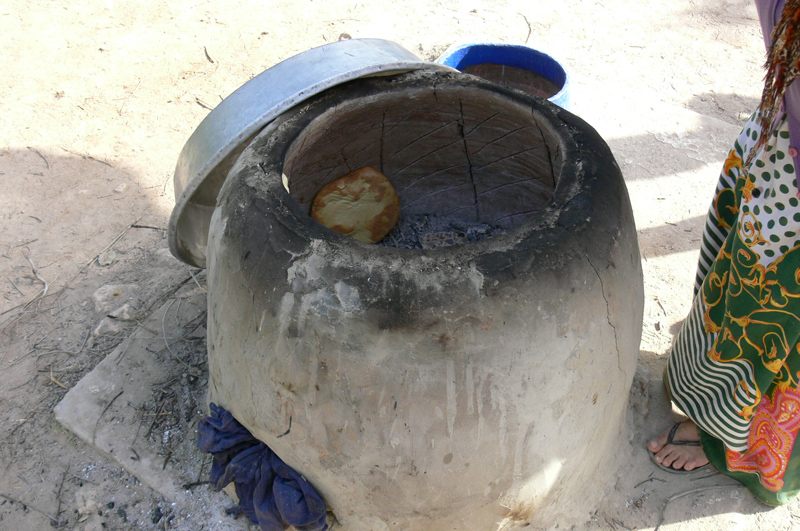
Een Afrikaanse broodoven

De instelling van de oven kan per model verschillen, maar in veel ovens komen deze standen overeen met deze temperaturen:
| Elektrische oven met 10 standen | Temperatuur |  | Gasoven met 8 standen | Temperatuur |  | Heteluchtoven met 10 standen | Temperatuur |
| ------------------------------- | ----------- |  | --------------------- | ----------- |  | ---------------------------- | ----------- |
| 1                               | 50 °C       |  | 1                     | 140 °C      |  | 1                            | 40 °C       |
| 2-3                             | 100 °C      |  | 2                     | 160 °C      |  | 2-3                          | 85 °C       |
| 3-4                             | 125 °C      |  | 3                     | 180 °C      |  | 3-4                          | 105 °C      |
| 4-5                             | 150 °C      |  | 4                     | 200 °C      |  | 4-5                          | 130 °C      |
| 5-6                             | 175 °C      |  | 5                     | 220 °C      |  | 5-6                          | 150 °C      |
| 6-7                             | 200 °C      |  | 6                     | 240 °C      |  | 6-7                          | 170 °C      |
| 7-8                             | 225 °C      |  | 7                     | 260 °C      |  | 7-8                          | 190 °C      |
| 8-9                             | 250 °C      |  | 8                     | 280 °C      |  | 8-9                          | 215 °C      |
| 9-10                            | 275 °C      |  |                       |             |  | 9-10                         | 235 °C      |

### Aanslag
Bij gebruik van de oven komt er doorgaans snel een bruinige aanslag aan de binnenkant van de oven, die er moeilijk vanaf te krijgen is. Doorgaans helpt het om een schaaltje met ammonia een nacht lang in de dichte (en uitgeschakelde) oven te zetten. Door de damp van de ammonia weekt de aanslag los, en is de volgende dag gemakkelijker te verwijderen. Voor het reinigen van deze aanslag kan ook een oplossing van huishoudsoda worden gebruikt; een risico hierbij is dat de soda eventuele van aluminium gemaakte onderdelen aantast.

## Niet-huishoudelijke ovens

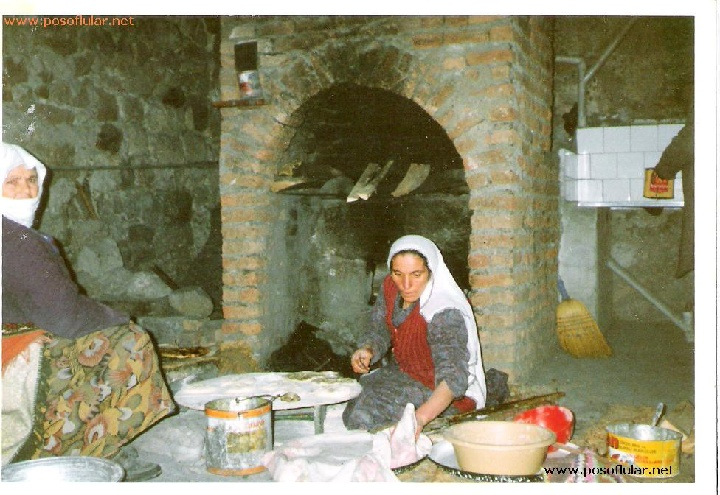
Een traditionele oven

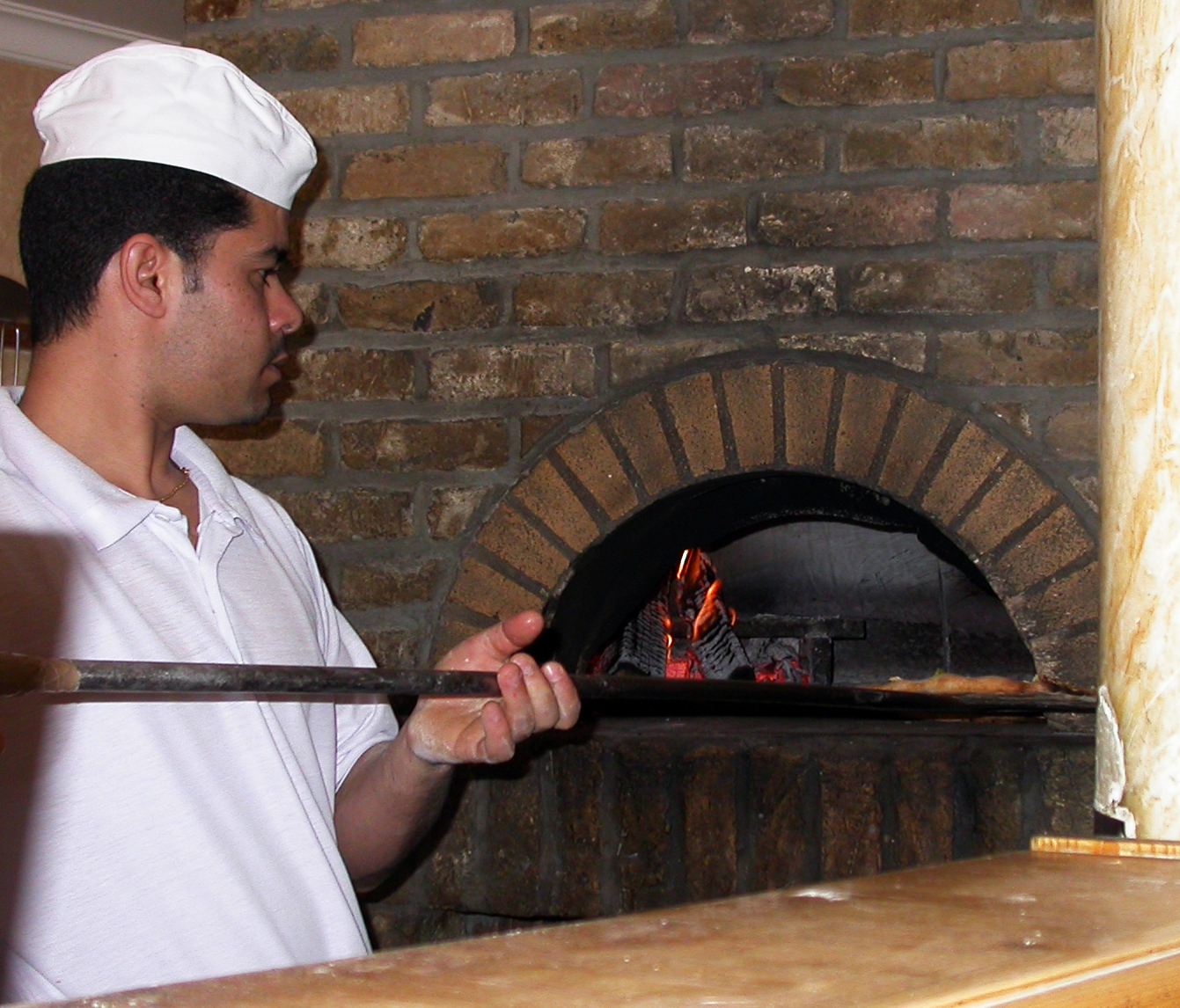
Een pizzaoven

Ook buiten het huishouden worden ovens gebruikt:
- Hoogoven
- Glasoven
- Pottenbakkersoven (ook kleioven genoemd)
- Keramiekoven - voor het op industriële schaal vervaardigen van keramische producten, o.a.
  - Tunneloven
  - Roloven
- Kalkoven
- Veldoven
- Retortovens
- Emailleeroven
- Crematieoven
- Ast - voor het drogen van cichorei
- Vlamboogoven
- Bakoven - voor b.v. brood en banket in een bakkerij
  - Pizzaoven - lijkt op de bakoven
- Droogoven
- Broedstoof

airfryer
· barbecue 
· eierkoker
· fonduepan
· fornuis
· frituurpan 
· gascomfort 
· gourmetstel 
· kolenfornuis
· kookplaat 
· magnetron 
· multicooker
· oven 
· petroleumstel
· primus
· rijstkoker
· steengrill
· stoomkoker